# 加拿大保守黨
加拿大保守黨（英語：Conservative Party of Canada），簡稱保守黨，是加拿大一個中間偏右至右翼政黨，于2003年12月7日由加拿大联盟黨及加拿大進步保守黨合併而成。自從合併後，「托利黨」（Tories）這個綽號就指加拿大保守黨（之前是進步保守黨的綽號）。該黨現時爲加拿大下議院官方反對黨，對上一次執政時期則為2006年至2015年。現任黨魁為博勵治。
2006年至2015年保守黨執政期間，其經濟政策包括減免銷售稅（GST）、所得稅、公司稅等稅收，以及平衡國家預算、創建免稅儲蓄賬戶（TFSA）、創建加拿大全民兒童福利金等。在社會政策方面，政府取消了長槍登記，對暴力犯罪實行強制性最低刑罰，將同意年齡提高到16歲，允許建設多條管道，並使加拿大退出《京都議定書》。保守黨政府也支持以色列，任內談判了加拿大-歐盟綜合經濟與貿易協定（CETA）和參與跨太平洋夥伴關係協議（TPP）。

## 歷史

### 建立初期
自1993年加拿大聯邦大選進步保守黨政府潰敗以來，中右翼勢力一直被進步保守黨和新興的加拿大改革黨（2000年改名為加拿大聯盟）分薄，令自由黨總理克里田的多數政府在1997年和2000年兩次選舉中輕鬆連任，因此兩股勢力開始籌劃合作或合併成一黨（Unite the Right）共同阻止自由黨輕鬆永續其任期。
在經過多年的談判和商討後，最終在2003年10月16日，進步保守黨的黨領（Peter Mackay）和加拿大聯盟的黨領斯蒂芬·哈珀（Stephen Harper）宣佈其兩黨合併成為一黨。這項合併於同年12月初獲95%的加拿大聯盟代表和90%的進步保守黨代表投票支持，而加拿大保守黨亦於同月8日正式登記成立。
部分保守黨黨員一度希望安大略省前省長邁克·哈利斯參選黨領，但他則婉拒。此外，其他熱門人選如麥凱、紐賓士域省長羅德（Bernard Lord）和亞伯達省長簡欣（Ralph Klein）亦宣佈不會參選。曾於2003年5月與麥凱爭奪進步保守黨黨領職位的彭迪思於同年12月中宣布參選，但於2004年1月以經費不足為由宣佈棄選。最後共有三人參選保守黨黨領，分別為哈珀、前安大略進步保守黨內閣成員甘禮明及麥格納國際公司行政總裁施當娜。在2004年3月20日舉行的黨領選舉中，哈珀在首輪投票獲得68.9%選票（67143票），壓倒施當娜（22.9%、22286票）和甘禮明（8.2%、7968票）當選加拿大保守黨黨領。

### 哈珀時期

#### 官方反對黨（2004年-2006年）

保守黨標誌（2003–2020）

自由黨籍總理保羅·馬丁（Paul Martin）於2004年5月（即哈珀當選保守黨黨領後兩個月）宣布解散國會，並於同年6月28日舉行聯邦大選。保守黨在哈珀領導下贏得眾議院99個議席，而自由黨則贏取135席並失去其多數政府地位，只能以少數姿態繼續執政。
期間自由黨捲入貪腐醜聞（即「贊助醜聞」），令該黨支持度下滑。葉素斯列特（Ipsos-Reid）在戈梅利委員會首份調查報告公開後進行的民調顯示保守黨和自由黨的支持度不相伯仲。2005年11月24日，哈珀在眾議院向執政自由黨政府提出不信任動議，在另外兩個反對黨魁人政團和新民主黨的支持下於同月28日通過，自由黨少數政府遂告倒台，新一場聯邦大選則定於2006年1月23日舉行。

#### 執政黨（2006年-2015年）

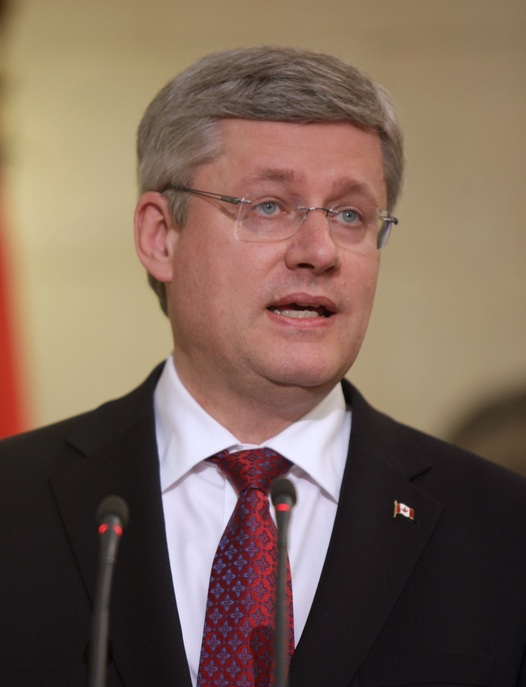
加拿大總理哈珀（2006-2015）

保守黨在2006年聯邦大選中贏取眾議院308席中的124席，較自由黨的103席為多，保守黨在得到魁人政團的支持下藉此以少數政府姿態上台執政，結束了執政長達13年的自由黨政府。該屆國會會期差不多長達三年，是加拿大歷來任期最長的少數政府。保守黨政府的第一個財政預算產生了近140億元的盈餘，這個數字略高於馬田的自由黨政府。 該預算還大幅增加了軍事開支，並取消了對《京都議定書》和《基隆拿協議》的資助。 後來，政府推出了免稅儲蓄賬戶（TFSA）。 政府通過了《退伍軍人權利法案》，除了保證退伍軍人的平等並將他們稱為「特殊公民」之外，還保證加拿大退伍軍人事務部為退伍軍人提供福利。 政府還通過了魁北克民族動議，該動議將「承認魁北克是統一的加拿大境內的一個國家」。儘管前身加拿大聯盟過去有社會保守派傾向，但政府並未試圖推翻馬田政府實施的同性婚姻法，也沒有試圖修改墮胎法。
保守黨和自由黨、新民主黨和魁人政團之間的僵局導致了2008年聯邦大選，保守黨在2008年大選中再次贏得最多議席，但仍未奪得下議院過半數席位，哈珀因此第二度執掌少數政府。
2008年大選舉行六個星期後，自由黨和新民主黨已部署向保守黨少數政府提出不信任動議（2008年-2009年加拿大議會危機），他們計劃建立由自由黨和新民主黨主導的少數派聯合政府（兩黨議席合共超過保守黨議席但不過半），聯合政府將得到魁人政團的支持直到2010年6月並且也得到綠黨支持。如果保守黨政府倒台，自由黨黨魁迪安將成為總理，直到2009年5月的自由黨黨大會。面對兩個反對黨夾攻，保守黨指責自由黨輸打贏要和意圖推翻大選結果，而民調亦顯示保守黨支持率不斷上升，加拿大人確實不想更換政府。2008年12月4日總理哈珀向時任總督莊美楷提請將國會休會至2009年1月26日。然而，2009年5月葉禮庭接替迪安出任自由黨黨領後，自由黨改變初衷，在國會復會後取消提出不信任動議的計劃，保守黨少數政府因此得以繼續執政。
在保守黨政府的第二個任期內，為了應對2007-2008年的經濟危機，總理哈珀推出了經濟行動計劃，實施了大規模的個人所得稅減稅。然而，這些減稅措施，加上應對金融危機的支出增加，使赤字增加至556億加元——這是加拿大當時最大的聯邦赤字。自由黨再於2009年10月向保守黨政府提出不信任動議，但動議在新民主黨議員投棄權票的情況下被否決。
2011年，加拿大選舉局落案控告四名保守黨黨員，指他們在2006年聯邦大選競選活動期間超出法定競選開支上限，因而違反加拿大選舉法。另一方面，下議院議長梅里根（Peter Milliken）於2011年3月9日裁定國際合作部長小田美波梨（Bev Oda）因更改政府文件而誤導國會，而哈珀政府亦拒絕全面透露多項政策的細節和費用預估，兩者因此違反國會特權並面臨蔑視國會的控訴。梅里根將此兩項議題交予國會委員會審議，並將委員會呈交報告的限期定為同年3月21日，即保守黨政府公佈財政預算案的前夕。委員會裁定哈珀政府蔑視國會，自由黨因此向哈珀政府提出不信任動議，動議在另外兩個反對黨魁人政團和新民主黨的支持下於3月25日以156票對145票通過動議，哈珀領導的少數政府因而倒台。
2011年3月25日，自由党向哈珀政府提出不信任動議，加拿大下議院以156票贊成，145票反對通过对哈珀总理领导的保守党少数政府的不信任動議，使之成为加历史上首个因“藐视议会”而下台的政府。加拿大总督戴维·约翰斯顿次日批准解散第40届议会。
加拿大第41届联邦大选初步统计结果5月2日晚揭晓，哈珀领导的保守党获得胜利，实现连续三届执政，并在总计308个选区中的166个选区获胜，超过了上届的143个选区，最重要的是超过了组成多数政府所需的155个选区，成功籌組23年來首個由保守黨領導的多數政府。保守党领袖哈珀在自己所屬的卡尔加里选区发表获胜感言时说，选民的支持使加拿大摆脱了持续不断举行选举的困局，掀开了稳定发展的新篇章。
在保守黨政府的第三個任期內，哈珀政府讓加拿大退出《京都議定書》，並廢除了長槍登記。外交政策方面，政府透過《反恐怖主義法》、啟動打擊「伊斯蘭國」的行動、與歐盟談判加拿大-歐盟綜合經濟與貿易協定（CETA）、談判跨太平洋夥伴關係協議（TPP）。保守黨也因加拿大參議院開支醜聞和2011年大選"舞弊"醜聞而引發爭議。經濟政策方面，政府啟動了加拿大全球市場行動計劃，透過擴大加拿大企業和對其他國家的投資，為加拿大人創造就業機會，並在2014年聯邦預算中平衡預算，產生了5.5億加元的小額赤字。

### 官方反對黨

#### 第一次臨時黨領時期（2015年-2017年）
2015年10月19日舉行的大選中，保守黨僅取得99個席位，落敗於賈斯汀·杜魯多領導的自由黨，哈珀亦爲敗選負責而宣佈辭去黨領職務，結束12年的黨領生涯。保守黨黨團於2015年11月5日選出安布絲爲臨時黨領。
根據《麥克林》雜誌報道，該黨全國委員會的一些成員最早在2016年5月就呼籲召開領導層大會。然而，其他一些議員希望將投票推遲到2017年春季。2016年1月19日，該黨宣布將於2017年5月27日選出正式黨領。

#### 熙爾時期（2017年-2020年）

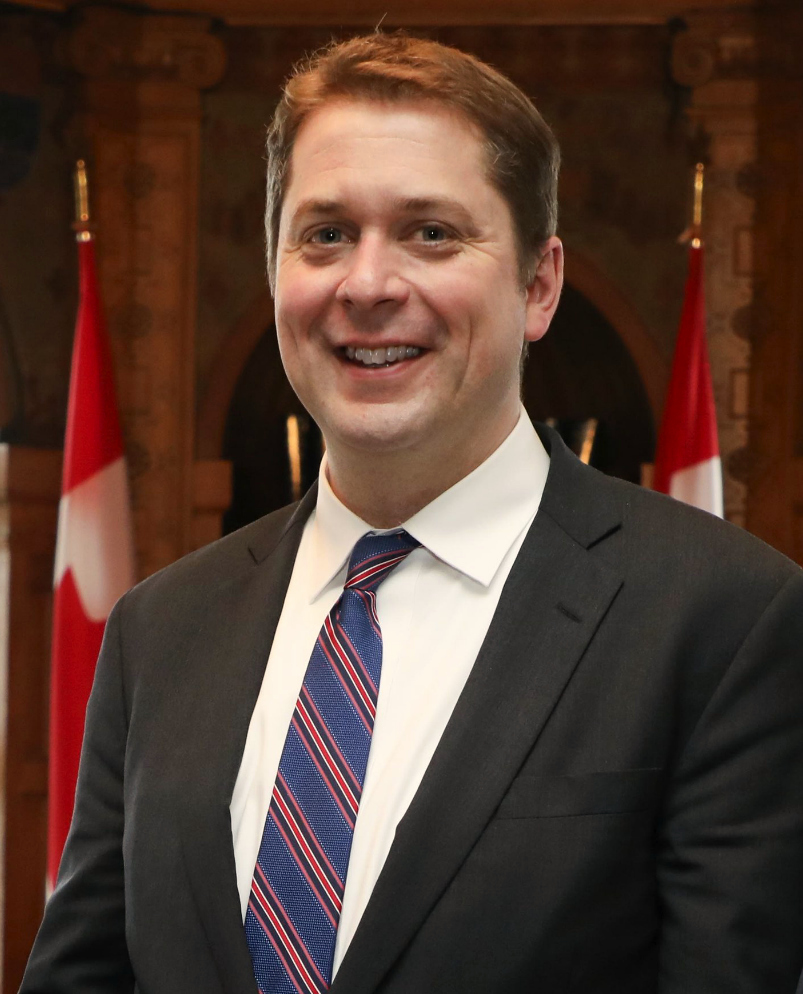
保守黨黨領熙爾（2017-2020）

在2017年5月27日舉行的保守黨黨領選舉中，前任國會議長安德魯·熙爾經過13輪投票後擊敗大熱人選卞聶爾當選成為保守黨黨領。
熙爾領導下的保守黨優先考慮廢除自由黨政府的碳稅、管道建設。如果他們在2019年組建政府，則在五年內平衡財政預算。熙爾是社會保守派；他個人反墮胎並反對同性婚姻，儘管像哈珀一樣，他表示他不會推翻這兩項法律的合法性。執政自由黨於2019年捲入SNC－蘭萬靈事件後，一度惠及保守黨在同年聯邦大選的勝算。保守黨在該屆大選增添22個議席，得票比率也為眾黨之最，但自由黨最終仍贏取少數政府地位繼續執政。另一方面，加拿大廣播公司報道指保守黨支付熙爾子女私校的部分學費，惹來爭議。面對黨內壓力，熙爾於同年12月宣布辭任保守黨黨領，但留任至新任黨領當選為止。

#### 奧圖爾時期（2020年-2022年）

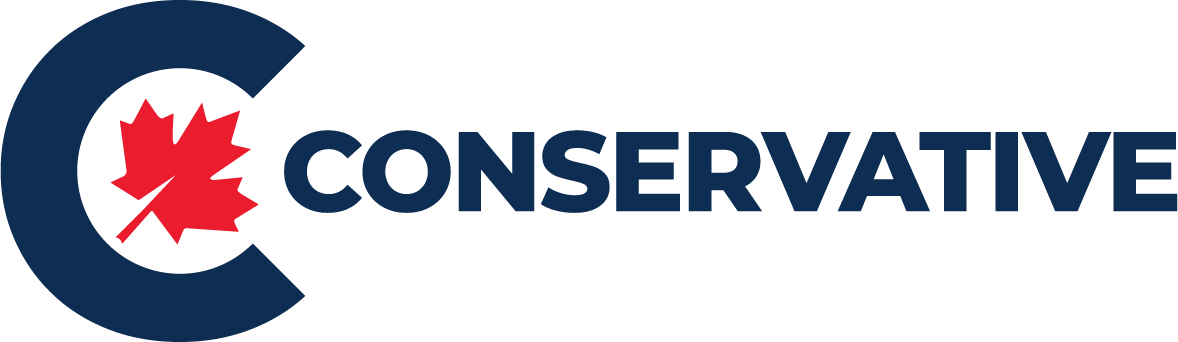
保守黨標誌（2020–2023）

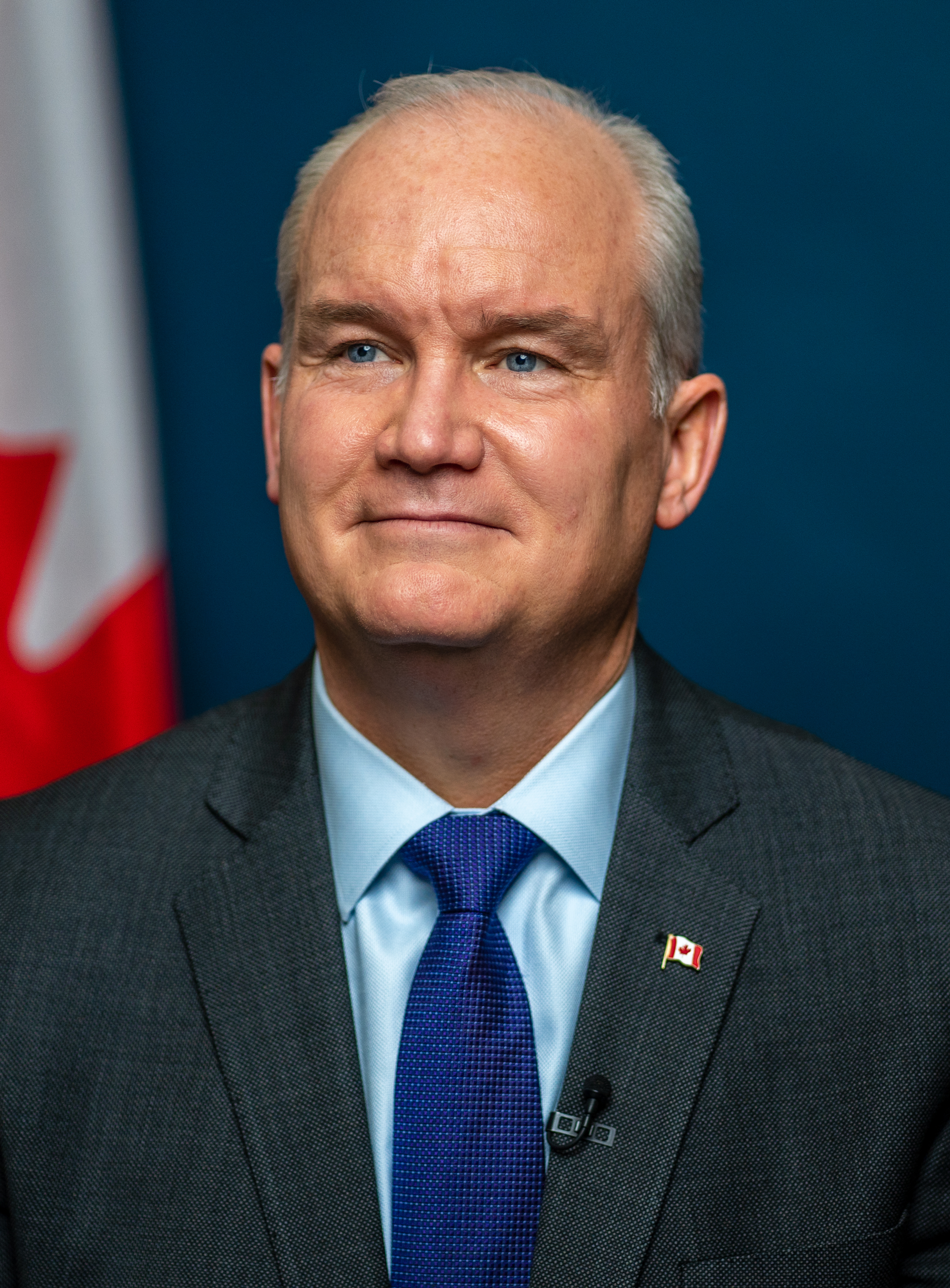
保守黨黨領奧圖爾（2020-2022）

在2020年8月舉行的保守黨黨領選舉中，前任退伍軍人事務部長艾林·奧圖爾經過3輪投票後擊敗大熱人選保守黨創辦人之一兼前任副黨魁的彼得·麦凯（2004-2015）當選成為保守黨黨領。儘管奧圖爾以“真正保守主義”的口號競選黨領，奧圖爾當選黨領後開始將保守黨推向中間主義。他在競選黨領期間反對自由黨政府的碳稅，但奧圖爾於2021年4月改變了他的立場，轉而提倡低碳儲蓄賬戶。奧圖爾支持墮胎並支持同性婚姻，其立場與哈珀和熙爾截然不同。
杜魯多解散國會觸發了2021年9月的聯邦選舉，希望贏得多數政府，儘管在競選過程中，奧圖爾的保守黨在民調中領先自由黨。在競選期間，奧圖爾表示他將在未來10年內平衡預算，但改變了先前支持廢除自由黨政府“突擊式”武器禁令的立場。保守黨亦面對卞聶爾的右翼人民黨挑戰，奧圖爾於競選期尾段向人民黨支持者拉票，謂人民黨會分薄右翼票源，最終只惠及自由黨。保守黨在該屆大選再次敗予自由黨，但得票率則高於自由黨，而奧圖爾本人則再度在杜林選區連任眾議院議員。他於大選當晚表示會留任黨魁，但其後保守黨内部則就奧圖爾去留出現分歧。2022年1月31日，卡加利地區保守黨籍國會議員本森（Bob Benzen）致函保守黨黨團主席里德（Scott Reid）要求舉行黨魁檢討選舉，並獲35名保守黨籍國會議員署名支持。經過秘密投票後，保守黨黨團以73票對45票通過罷免奧圖爾。奧圖爾遂於同年2月2日即時卸任黨魁，但留任杜林選區國會議員。原副黨魁伯根接手成為臨時黨魁。
| 奧圖爾的黨魁檢討選舉 (不信任動議) |                  |
| 信任                              | 45 / 119 （38%） |
| 不信任                            | 73 / 119 （61%） |

#### 第二次臨時黨領時期（2022年2月-9月）
伯根作為臨時黨魁的職位將只持續幾個月，新的黨魁將於9月10日舉行的保守黨黨魁選舉選出。參選黨魁選舉的有博勵治、劉易斯、莊社理、巴伯 (Roman Baber)、彭建邦和艾齊森，其中博勵治 (Pierre Poilievre) 為大熱人選。2022年7月5日，彭建邦由於涉嫌違反財務規定和加拿大選舉法被保守黨取消資格。7月25日，博勵治獲前保守黨總理史蒂芬·哈珀支持成為新任黨領。

#### 博勵治時期（2022年至今）

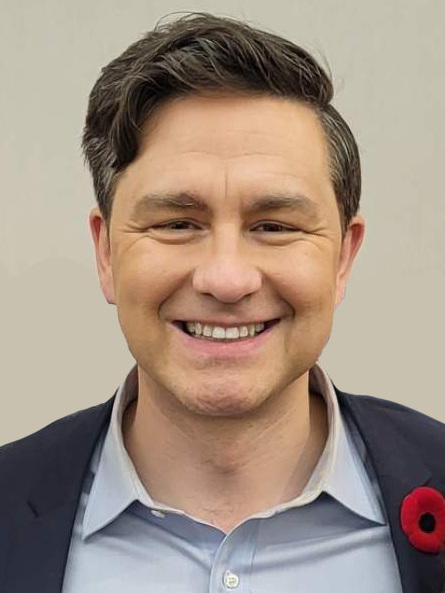
保守黨黨領博勵治（2022年至今）

2022年9月10日，博勵治在首輪投票以過半數的68.15%壓倒性擊敗前魁省省長莊社理（16.07%）成為保守黨新任黨領。保守黨在2022年11月提出了一項動議，要求審計聯邦在COVID-19疫情時的支出，包括受到批評的ArriveCAN。該議案獲得通過。随後審計員發現聯邦政府“向不符合條件的個人多付了46億美元”，以及“至少向個人和雇主支付了274億美元”，後者則有待進一步調查。2023年1月，博勵治呼籲議會調查自由黨政府與麥肯錫公司的關係，因為一份報告顯示，在2015年自由黨上台後，聯邦合同的價值從220萬美元增加到6600萬美元。
2023年6月19日舉行了四個選區的補選，保守黨佔據了兩個席位，兩個都是保守黨表現最強的農村選區。2024年3月4日，保守黨壓倒性赢得已退休的前黨魁奧圖爾的杜林選區，間接證明各民調公司對保守黨在安大略省的支持率已超越自由黨是正確的。同年6月24日，保守黨贏得了先前由自由黨自1993年以來控制的多倫多—聖保羅選區。這標誌著在博勵治領導下，保守黨首次贏得了先前由另一黨佔領的選區，並且代表保守黨自2011年以來成功攻入多倫多等大都市的市中心，其勢力在市中心外圍的鄰近都市區域將會比以往更強。2024年9月16日，保守黨在溫尼辟的艾爾姆伍德—特蘭科納選區補選中以4%的輕微差距敗於新民主黨，新民主黨守住了該席位。儘管如此兩黨得票率差距僅一千多票，代表以工人階級為主的該區對保守黨的支持大幅提升、以及新民主黨因曾經和低民望的自由黨政府聯盟而損失形象。
2024年12月9日，保守黨再提不信任動議並得到魁人政團支持，但自由黨獲新民主黨支持而未獲通過。

##### 美加墨貿易戰
美國發起2025年美加墨貿易戰後，博勵治再次重申加拿大是一個獨立主權的國家而且永遠不會成為美國的一個州，並譴責美國總統當勞·特朗普的關稅，稱其為「大規模、不公正且毫無正當理由的關稅」。他要求政府立即結束國會休會狀態並採取反制措施，包括對等關稅，並用這些關稅收入來幫助「受影響的工人和企業」。此外，他再次呼籲政府進行大規模減稅，並推出其他經濟刺激措施以應對危機。他亦呼籲加強邊境管制，例如：立即派遣加拿大軍隊前往邊境、增加至少2000名邊境特工，並將加拿大边境服务局權力擴展到整個邊境，而不僅僅是過境點，以及安裝高性能掃描器、邊境監視塔和卡車無人機系統，以發現邊境入侵行為。2025年3月7日，博勵治在記者會上稱在特朗普永久取消所有關稅之前，不應取消或推遲報復性關稅。此前，加拿大財政部長多米尼克·勒布朗表示，因為特朗普再次推遲關稅期限至4月2日，自由黨政府也將報復性關稅的期限推遲至4月2日。

##### 聯邦大選後
在2025年4月28日的聯邦大選中，博勵治領導的保守黨在安大略省的大多倫多地區、一些工人階級地區（如溫莎和安省北部）、和卑詩省的溫哥華島及周邊北部海濱地區有所收獲，席位總數從120席增至144席，並取得了自2003年該黨成立以來的最高民選票數，佔總投票數的40%，議席成績第二高，僅次於2011年聯邦大選的多數派政府；然而，自由黨在特朗普和美加關係的背景下贏得第四次連任組成少數政府，博勵治則在渥太華卡爾頓選區敗給了自由黨候選人范載，是為歷史上少有的主要政黨領袖在自己選區被擊敗的情況。卡爾頓是許多聯邦公務員的住所，加上他過去對渥太華自由車隊的支持、承諾削減公務員及政府開支，這些因素最終導致了他在該選區的落敗。儘管如此，他得到了保守黨大部份黨團的信任和前任內閣部長包括和賈森·康尼的支持。他的競選團隊仍受到黨員和議員的批評，他們認為這是該黨在選舉中失敗的原因而非博勵治本人。
2025年5月2日，亞伯達省巴特河—克勞福特選區眾議院議員達米安·庫雷克自願宣布辭職，以留下一個空缺議席讓博勵治在該選區參選以重新進入國會，博勵治對庫雷克的舉動表示感謝。庫雷克於6月17日正式辭職。。5月6日保守黨黨團選出前黨魁安德魯·熙爾為反對黨領袖暫代博勵治。自從5月14日保守黨參議員里奧·豪薩科斯成為参议院反对党领袖以來，賈斯汀·杜魯多任命的兩名無黨籍參議員於6月轉投保守黨，還有一名前保守黨籍參議員於同月重新加入黨團。
2025年8月18日博勵治於巴特河—克勞福特選區補選以壓倒性優勢當選，重返國會。

## 政治觀點與立場
作為一個相對年輕的政黨，具有複雜的政治傳統和歷史，聯邦保守黨經常被描述為「大帳篷」政黨，其方式與聯邦自由黨類似，包括持有多種理念的成員和選民、想法和立場，儘管屬於政治光譜的中右翼到右翼。從廣義上講，該黨被定義為實踐加拿大保守主義和財政保守主義模式。 一些政治觀察家指出，該黨的兩個最主要的派別傳統上代表紅色托利和藍色托利意識形態，而其他人則認為，這些標籤在該黨內部的定義越來越少，而且這些術語往往被局外人使用。黨內個人擁護的其他較小但明顯的派系信念被媒體評論員描述為自由保守派、社會保守派、右翼民粹派和自由意志保守派。
自2013年以來，該黨對其政策進行了修改和擴展，包括以下內容。黨綱中的政策不使用與此列表相同的標題。
- 文化
  - 雙語
- 經濟監管
  - 自由貿易
  - 為某些農業行業提供供應管理
  - 天然氣和石油開採
  - 興建管道運輸
  - 碳捕集與利用技術的補貼和贈款
  - 禁止向河流傾倒未經處理的污水
  - 海洋保護區
  - 工業污染上限
  - 擁有私有財產的權利
- 對外政策
  - 支持大多數自由貿易協定，包括NAFTA、CETA和TPP
  - 增加國防軍費開支以達到佔GDP 2%
  - 支持CANZUK 的成立和成員資格
  - 北約成員
  - 聯合國會員國
  - 外國援助不包括墮胎資金
  - 支持以色列
  - 承認耶路撒冷為以色列首都
- 内政
  - 選舉產生的參議院
  - 地方分權
  - 加拿大聯邦制
  - 支持加拿大君主立憲制
  - 尊重與加拿大原住民簽署的條約
  - 允許原住民對他們的土地有更多的自治權
- 政府開支
  - 單一支付者醫療衛生系統
  - 公共資助的醫療保健
  - 公共退休金
  - 簡化政府服務
  - 平衡財政預算立法
  - 債務償還
  - 減少對大企業的贈款和補貼，包括取消對CBC的資助
- 執法
  - 槍支持牌人擁有槍支的權利
  - 繼續禁止使用短管手槍和自動火器，包括突擊步槍
  - 反對禁止長管手槍和半自動步槍
  - 實施具有成本效益的槍支管制計劃，包括篩選所有希望購買槍支的人，並加強打擊槍支販運的執法力度
  - 反對廢警運動
  - 對已定罪的戀童癖者進行全國登記
  - 對慣犯實施更嚴厲的判決，結束對重刑罪犯的提前釋放
  - 性犯罪者登記處
  - 認為暴力犯罪的受害者應該在國家假釋委員會（英语：Gomery Commission）的決定中擁有發言權
- 移民
  - 支持合法移民
  - 偏向经济类移民
  - 创建联邦快速通道
  - 重视家庭团聚移民
  - 反對非法移民
  - 反對屬地主義
- 生活問題
  - 允許國會議員對墮胎進行自由投票
  - 反對協助自殺
- 稅收
  - 簡化稅務
  - 家庭收入分配
  - 減免所得稅
  - 減免公司稅
  - 減免資本利得稅
  - 反對徵收碳稅

### 2025年聯邦大選
- 將最低所得稅稅率從15%降至12.75%。[88]
- 如果投資於加拿大企業，則免稅儲蓄賬戶年度繳款限額增加5,000元。[89]
- 廢除整個自由黨政府的碳定價法，包括針對企業和工業的碳稅。[90]
- 任何出售資產的個人或企業和在加拿大再投資時無需繳納資本利得稅18個月。[91]
- 取消加拿大製造車輛的商品及服務稅。[92]
- 為直接受到美國總統當勞·特朗普關稅影響的企業提供臨時貸款計劃。[93]
- 兩年內減少25%的官僚繁文縟節。[94]
- 每年削減100億元的政府顧問支出。[95]
- 打擊離岸避稅天堂挽回每年高達10億元的稅收損失，並向舉報人提供高達20%的追回稅收收入。[96]
- 取消所有購屋者購買價值低於130萬元的新房時繳納的商品及服務稅。[97]
- 推動加拿大各城市降低新房屋建設的開發費用，目標是讓各市政府削減高達5萬加元的新房屋建設經費，其中一半的損失由聯邦政府補償。[98]
- 承諾在未來五年內建造230萬套新房，透過將聯邦基礎設施資金與15%的審批增幅掛鉤，激勵城市批准建造更多住房，出售11,000處聯邦政府擁有的土地中的15%用於建造住房。[98]
- 廢除自由黨C-5法案和「抓後即放」的C-75法案，對大規模槍枝走私犯、人口販子和芬太尼販運者強制判處終身監禁。[99]
- 加強對親密伴侶暴力行為的處罰。[100]
- 政府會使用但書條款（《加拿大權利與自由憲章》第33條）賦予法官權力，對被判犯有多項謀殺罪的人判處連續終身監禁，並且25年後不得假釋。[101]
- 四年內每年平均預算2.5億元用於資助毒癮復健中心，關閉監督注射地點，並禁止注射地點在學校、遊樂場和公園等地500公尺範圍內設立。[102]
- 廢除環境評估法，加速推進管道運輸和採礦等資源項目。[103]
- 廢除C-69法案（英语：Impact Assessment Act and Canadian Energy Regulator Act），建立預先核准的能源走廊，加速全國重點能源基礎建設計畫，向新市場銷售加拿大自然資源。[104]
- 將迅速批准10個資源開採項目，包括加拿大液化天然氣項目第二階段。每個項目只創建一份申請和一次環境審查，目標是在六個月內、最多一年內對申請做出決定。[105]
- 授予魁北克省根據國際流動計劃選擇大多數臨時移民的權力。[106]
- 停止資助加拿大廣播公司的英語節目，同時保留其法語節目。[107]
- 改善對退伍軍人的支持。[108]
- 加強聯邦問責法。[109]
- 終止聯邦政府對塑膠吸管和購物袋等一次性塑膠製品的禁令。[110]

## 結構

### 全國委員會
保守黨全國委員會是其「最高領導機構」，史蒂芬‧巴伯（Stephen Barber）自2023年起擔任全國委員會主席。全國委員會有21個席位，其中安大略省4個，魁北克省3個，卑詩省2個，阿爾伯塔省2個，薩斯喀徹溫省2個，曼尼托巴省2個，大西洋省份4個，三個地區各1個。

### 基本盤和勢力範圍
保守黨歷來的基本盤在加拿大西部（特別是草原三省，即阿爾伯塔省、曼尼托巴省和薩斯喀徹溫省，分別佔據了阿省34個眾議院席位中的30個和薩省全部14個聯邦席位）和安大略省農村地區。保守黨在魁北克省和大西洋省份往往較弱，特別是紐芬蘭和拉布拉多省以及愛德華王子島。卑詩省和安大略省則激爭較激烈，安省地位等同於美國的搖擺州。
保守黨和全國的中右翼省级政黨（省進步保守黨）互不隸屬，現時和保守黨關係密切但互不隸屬的其他中右翼省级政黨有：卑詩保守黨、聯合保守黨、薩斯喀徹溫黨和魁北克保守黨。

## 歷任黨領
| 圖像 | 名稱             | 任職時間                     | 附註                                                        |
| ---- | ---------------- | ---------------------------- | ----------------------------------------------------------- |
|      | 約翰·林奇-斯湯頓 | 2003年12月8日－2004年3月20日 | 臨時黨領，兼任官方反對黨領袖                                |
|      | 哈珀             | 2004年3月20日－2015年11月4日 | 2004年－2006年間兼任官方反對黨領袖 2006年－2015年間兼任總理 |
|      | 安布絲           | 2015年11月5日－2017年5月27日 | 臨時黨領，兼任官方反對黨領袖                                |
|      | 熙爾             | 2017年5月27日－2020年8月24日 | 兼任官方反對黨領袖                                          |
|      | 奧圖爾           | 2020年8月24日－2022年2月2日  | 兼任官方反對黨領袖                                          |
|      | 伯根             | 2022年2月2日－9月10日        | 臨時黨領，兼任官方反對黨領袖                                |
|      | 博勵治           | 2022年9月10日至今            | 兼任官方反對黨領袖（2022年－2025年）                        |

### 歷任副黨領
副黨領由黨領任命。
| 圖像 | 名稱        | 任職時間                      | 附註                                     |
| ---- | ----------- | ----------------------------- | ---------------------------------------- |
|      |             | 2004年3月22日－2015年11月4日  | 由哈珀任命                               |
|      | 丹尼斯·勒貝 | 2015年11月18日－2017年7月21日 | 由安布絲（2015－2017）和熙爾（2017）任命 |
|      | 麗莎·雷特   | 2017年7月21日－2019年11月28日 | 由熙爾任命                               |
|      | 艾蕾娜      | 2019年11月28日－2020年7月12日 | 由熙爾任命                               |
|      | 伯根        | 2020年9月2日－2022年2月2日    | 由奧圖爾任命                             |
|      | 柏索        | 2022年2月6日－9月13日         | 由伯根任命                               |
|      | 蘭茲曼      | 2022年9月13日至今             | 由博勵治任命                             |
|      | 蒂姆·歐普   | 2022年9月13日至今             | 由博勵治任命                             |

## 競選成績
| 選舉年分 | 得票數    | 得票率（%） | 领袖   | 議席      | +/-  | +/-     | 排名   | 参政情况   |
| -------- | --------- | ----------- | ------ | --------- | ---- | ------- | ------ | ---------- |
| 2004     | 4,019,498 | 29.63       | 哈珀   | 99 / 308  | ▲ 21 | ▲ 4.14% | ━ 第二 | 官方反对党 |
| 2006     | 5,374,071 | 36.27       | 哈珀   | 124 / 308 | ▲ 25 | ▲ 6.64% | ▲ 第一 | 少数政府   |
| 2008     | 5,209,069 | 37.65       | 哈珀   | 143 / 308 | ▲ 19 | ▲ 1.38% | ━ 第一 | 少数政府   |
| 2011     | 5,832,401 | 39.62       | 哈珀   | 166 / 308 | ▲ 23 | ▲ 1.97% | ━ 第一 | 多数政府   |
| 2015     | 5,578,101 | 31.90       | 哈珀   | 99 / 338  | ▼ 67 | ▼ 7.72% | ▼ 第二 | 官方反对党 |
| 2019     | 6,097,258 | 34.40       | 熙爾   | 121 / 338 | ▲ 22 | ▲ 2.61% | ━ 第二 | 官方反对党 |
| 2021     | 5,747,410 | 33.74       | 奧圖爾 | 119 / 338 | ▼ 2  | ▼ 0.60% | ━ 第二 | 官方反對黨 |
| 2025     | 8,113,571 | 41.31       | 博勵治 | 144 / 343 | ▲ 25 | ▲ 7.57% | ━ 第二 | 官方反對黨 |

## 外部連結
- 保守黨主頁（英文）
- （页面存档备份，存于） （英文）
- 加拿大保守党移民政策 （页面存档备份，存于）
- 加拿大保守党移民政策